# Shūgi-bukuro

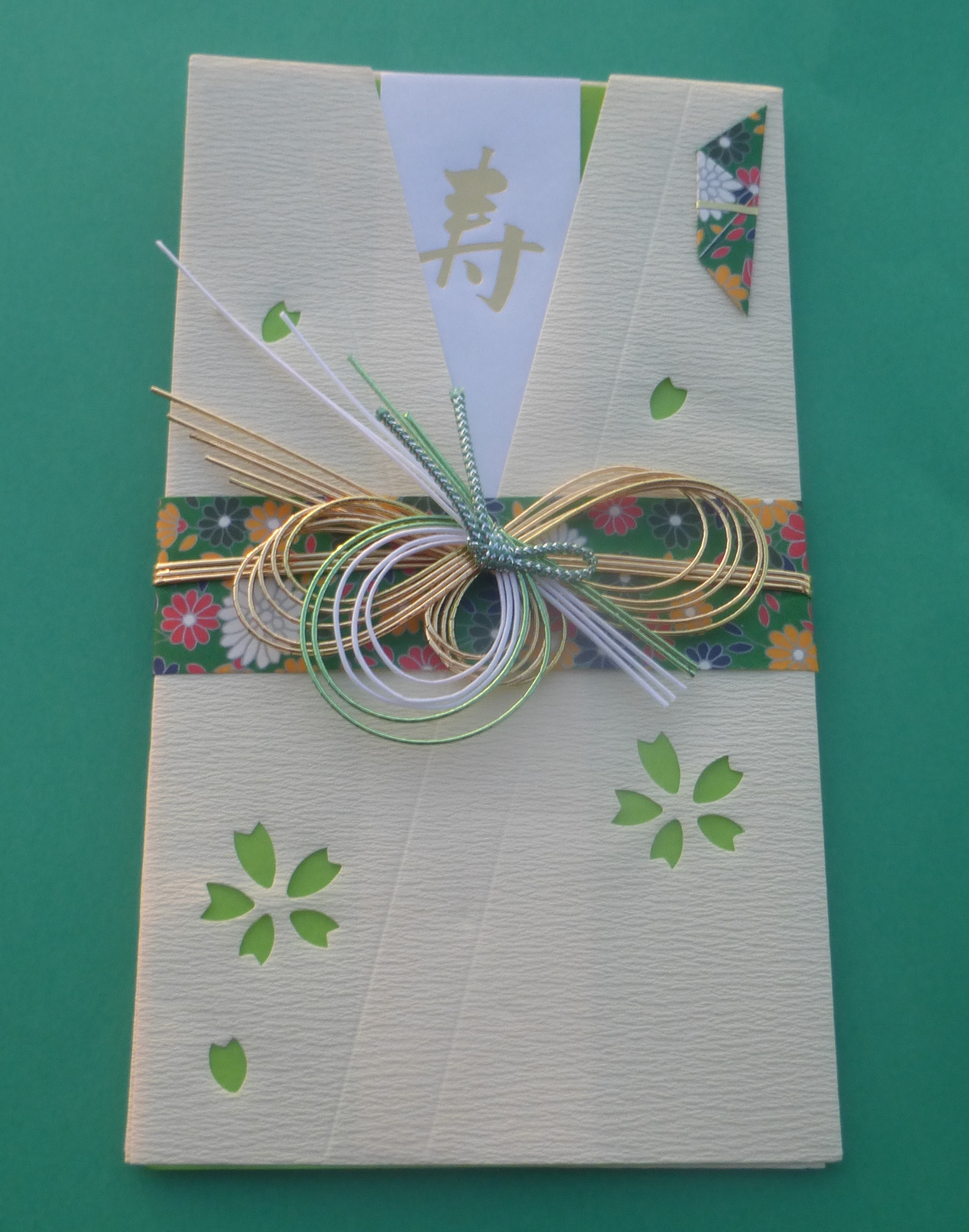
Przykład koperty shūgi-bukuro.

Shūgi-bukuro - specjalna koperta, w której zgodnie z tradycją japońską przekazuje się pieniądze w ramach prezentu weselnego.

## Opis
Na kopercie widnieje imię osoby, która podarowuje pieniądze. Shūgi-bukuro wręcza się na początku wesela osobie prowadzącej wesele. Pieniądze wkładane do koperty nazywane są goshugi (jap.ご祝儀): wysokość kwoty zależna jest od relacji jaką mamy z parą młodą. 
| Przyjaciele | 30,000 – 50,000 jenów                              | 30,000 – 50,000 jenów                                                             |
| Praca       | Szef Współpracownicy Młodsi współpracownicy Klient | 30,000 – 50,000 jenów Około 30,000 jenów 20,000 – 30,000 jenów Około 30,000 jenów |
| Krewni      | 30,000 – 100,000 jenów                             | 30,000 – 100,000 jenów                                                            |
| Rodzina     | 20,000 – 100,000 jenów                             | 20,000 – 100,000 jenów                                                            |

Ponieważ niektóre liczby w Japonii mają zły "omen" i uważane są za pechowe, kwot z taką numeracją nie umieszcza się kopertach. Są to między innymi liczby nieparzyste (oprócz liczb 2 i 8), a także liczby 4 i 9 (4 uważana jest za liczbę śmierci, a 9 odnosi się do cierpienia).
Shugi-bukuro zazwyczaj można kupić w każdym sklepie papierniczym. Tasiemki, które wiążą kopertę są nazywane "musubikiri" i rozwiązują się za jednym pociągnięciem. 